# Liste der Landesstraßen im Regierungsbezirk Detmold
Diese Liste der Landesstraßen im Regierungsbezirk Detmold ist eine Auflistung der Landesstraßen im nordrhein-westfälischen Regierungsbezirk Detmold. Als Abkürzung für diese Landesstraßen dient der Buchstabe L.
Die Landesstraßen im Gebiet des Landschaftsverbandes Westfalen-Lippe tragen Nummern aus dem Bereich der Zahlen von 501 bis 999. Dabei war eine nach geographischen Gesichtspunkten vorgenommene Nummerierung wohl ursprünglich vorhanden. Heute ist sie kaum noch zu erkennen.
Die Bundesautobahnen und Bundesstraßen werden gestalterisch hervorgehoben.

## Liste
Der Straßenverlauf wird in der Regel von Nord nach Süd und von West nach Ost angegeben.
| Nr.       | Verlauf |
| --------- | --- |
| L 534     | / in Minden – L 764 – Grille – – Landesgrenze zu Niedersachsen zeitweise am nordöstlichen und am östlichen Straßenrand – Nammen – L 764 – L 866 in Kleinenbremen |
| L 535     | L 778 in Hollwiesen – Wüsten – L 958 – Bad Salzuflen – L 712 – |
| L 543     | L 782/L 922 in Häger – Jöllenbeck – L 783 – L 855 – L 557 – Eickum – Diebrock – Herford |
| L 545     | L 557 in Bünde – Südlengern – Eilshausen – L 782 – Lippinghausen – Sundern – Herford (/) |
| L 546     | (L 90 in Niedersachsen) – Landesgrenze – Bruchmühlen – Holsen – L 783 – Ahle – L 557 – Bünde – L 775 – Südlengern – Kirchlengern (– Abzweig zur ) – Ellerbusch – L 773 – Ostscheid – L 860 – Werste – L 772 – – Bad Oeynhausen (– Abzweig zur in Rehme) – in Babbenhausen |
| L 549     | L 751 – Schwelle – L 636 – Regierungsbezirksgrenze – (L 549 im Regierungsbezirk Arnsberg) – Regierungsbezirksgrenze – Steinhausen – L 776 – Büren – L 747 – L 754 – L 637 – Hegensdorf – Leiberg – Bad Wünnenberg – L 744 – Fürstenberg – Regierungsbezirksgrenze – (L 549 im Regierungsbezirk Arnsberg) |
| L 552     | – Dössel – L 838 – Warburg – L 837 – Welda – Landesgrenze – (L 3075 in Hessen) |
| L 557     | L 765 – Varl – L 769 – L 767 – L 770 – Twiehausen – L 766 – Getmold – Engershausen – Preußisch Oldendorf – Offelten – Bad Holzhausen – Crollage – Figenburg – L 876 – Muckum – L 775 – Ennigloh – – L 546 – Bünde – Hunnebrock – Hüffen – Besenkamp – L 782 – L 712 – Enger – L 782 – L 543 – Laar – L 923 – L 804 – L 779 – Schildesche – in Bielefeld |
| L 568     | – Rheda – L 927 – – |
| L 586     | (L 586 im Regierungsbezirk Münster) – Regierungsbezirksgrenze – / – Langenberg – L 836 – Benteler – Mastholte Süd – L 782 – L 549 – Westenholz – /L 822 in Delbrück |
| L 614     | in Blomberg – Borkhausen – Flugplatz Blomberg-Borkhausen – L 886 – L 948 – Schieder – Harzberg – L 946 – Lügde – Landesgrenze – (L 429 in Niedersachsen) |
| L 616     | L 823 in Horn – Heesten – Vinsebeck – L 827 – Bergheim bei Steinheim – L 951 – |
| L 636     | (L 636 im Regierungsbezirk Arnsberg) – Regierungsbezirksgrenze – Verlar – L 549 – Verne – Salzkotten – – L 751 – L 752 – Oberntudorf – Niederntudorf – L 818 – Haaren – L 751 – L 754 – L 751 – Fürstenberg – L 744 – Regierungsbezirksgrenze – (L 636 im Regierungsbezirk Arnsberg) |
| L 637     | in Upsprunge – L 749 – Brenken – L 754 – Büren – L 549 – Weine – Siddinghausen – Ringelstein – Regierungsbezirksgrenze – (L 637 im Regierungsbezirk Arnsberg) |
| L 647     | (L 93 in Niedersachsen) – Landesgrenze – L 785 in Borgholzhausen |
| L 712     | (L 91 in Niedersachsen) – Landesgrenze – L 783 – Dreyen – Enger – L 782 – L 557 – Herringhausen Dorf – Herringhausen Ost – Herford – L 778 – Friedenstal – Bad Salzuflen – L 772 – L 535 – L 805 – Schötmar – Ehrsen – Grastrup – L 712n – L 967 – Lieme – L 936 – / in Lemgo (Ostwestfalenstraße) |
| L 712n    | L 778 – – L 805 – Werl-Aspe – L 751 – – L 712 in Grastrup (Ostwestfalenstraße) |
| L 744     | L 549 in Fürstenberg – L 636 – L 817 in Dalheim |
| L 747     | (L 747 im Regierungsbezirk Arnsberg) – Regierungsbezirksgrenze – Eickhoff – L 776 |
| L 749     | L 586 – L 822 – Mettinghausen – L 815 – L 636 – Hörste – Mönninghausen – L 878 – Bönninghausen – Geseke – L 549 – – L 637 |
| L 751     | in Schötmar – L 805 – L 712n – L 968 – Leopoldshöhe – Asemissen – – L 967 – Oerlinghausen – Lipperreihe – L 756 – – Schloß Holte – Kaunitz – L 757 – L 867 – L 836 – Steinhorst – Lippling – L 822 – Delbrück – Boke – L 815 – Thüle – Salzkotten – L 636 – L 776 – Wewelsburg – L 818 – Böddeken – Haaren – L 636 – L 754 – |
| L 754     | L 637 in Büren – L 818 – – Haaren – L 636/L 751 – Helmern – Atteln – L 818 – Husen – L 817 |
| L 755     | – Kirchborchen – Nordborchen (– Abzweig zur ) – – Paderborn – Benhausen – L 937 – Neuenbeken – L 814 – Altenbeken – L 828 – L 954 – Langeland – Erpentrup – Merlsheim – L 951 – L 952 – Nieheim – Bredenborn – L 886 – L 825 – Vörden – Eilversen – Ovenhausen – L 890 – Lütmarsen – Höxter – / – Landesgrenze – (L 549 in Niedersachsen) |
| L 756     | in Künsebeck – Steinhagen – L 778 – Quelle – L 806 – – Brackwede – L 933 – L 788 – – L 787 – Sennestadt – Dalbke – L 751 – Stukenbrock – L 758 – L 935 – – Hövelhof – L 757 – L 836 – – Sennelager – L 815 – Schloß Neuhaus – L 813 – Elsen – Wewer – L 752 – Alfen – /L 818 |
| L 757     | in Gütersloh – L 788 – Sundern bei Gütersloh – Spexard – – L 791 – Verl – L 787 – Bornholte – L 751 – Kaunitz – L 935 – L 756 in Hövelhof |
| L 758     | (L 435 in Niedersachsen) – Landesgrenze – L 962 – Rickbruch – L 957 – Nalhof – Bösingfeld – L 861/L 963 – Asmissen – L 964 – Alverdissen – Barntrup – Selbeck – L 712 – Großenmarpe – Cappel – L 943 – Mosebeck – Vahlhausen – Detmold – L 937 – L 828 – Heidenoldendorf – L 936 – L 945 – L 944 – Pivitsheide V. H. – Pivitsheide V. L. – Augustdorf – L 942 – L 756 in Stukenbrock |
| L 763     | in Kleinenberg – Willebadessen – L 828 – L 820 – Fölsen – Peckelsheim – L 837 – – Eissen – Borgentreich – L 953 – – Bühne – L 838 – Manrode – Landesgrenze – (L 763 in Hessen) |
| L 764     | (L 343 in Niedersachsen) – Landesgrenze – L 803 – L 770 – Friedewalde – L 772 – Stemmer – Minderheide – Minden – – L 534 – – Neesen – Lerbeck – L 534 in Nammen |
| L 765     | (L 346 in Niedersachsen) – Landesgrenze – L 917 – Oppenwehe – Sielhorst – L 557 – – Rahden – L 802 – Tonnenheide – Landesgrenze – (L 348 in Niedersachsen) |
| L 766     | (L 79 in Niedersachsen) – Landesgrenze – – Dielingen – Haldem – L 769 – L 770 – Levern – L 767 – Destel – L 557 – L 773 – Fiestel – Gestringen – Isenstedt – L 771 – Frotheim – L 918 – L 802 – Hille – L 803 – Südhemmern – Hartum – L 772 – Hahlen – in Minden |
| L 767     | L 557 – L 770 – Levern – L 766 – Landesgrenze – (L 82 in Niedersachsen) – Landesgrenze – Schröttinghausen – Harlinghausen – in Preußisch Oldendorf |
| L 769     | L 766 – Westrup – Wehdem – L 917 – L 557 in Varl |
| L 770     | (L 81 in Niedersachsen) – Landesgrenze – Sundern – L 766 – L 767 – L 557 – Espelkamp – Schmalge – L 802 – L 771 – L 803 – L 764 – – Petershagen – Lahde – L 772 – Landesgrenze – (Niedersachsen) |
| L 771     | (K 22 im Landkreis Nienburg/Weser, Niedersachsen) – Landesgrenze – L 770 – Frotheim – L 918 – L 766 – Isenstedt – in Gehlenbeck |
| L 772     | L 770 (– Abzweig zur Landesgrenze – L 450 in Niedersachsen) – Quetzen – Lahde – – L 770 – Petershagen – Südfelde – Friedewalde – L 764 – Holzhausen II – Hartum – L 766 – – Rothenuffeln – L 876 – L 774 – Bergkirchen – Volmerdingsen – Eidinghausen – L 546 – – Bad Oeynhausen – Lohe – L 773 – – L 778 – Exter – Bad Salzuflen – L 712 – in Werl |
| L 773     | L 766 in Fiestel – Alswede – Lübbecke – Ahlsen – Hüllhorst – L 876 – Tengern – L 803 – L 774 – Halstern – Mennighüffen – L 546 – – L 777 – Löhne-Bahnhof – L 782 – – Wittel – L 772 |
| L 774     | in Quernheim – Rehmerloh – Huchzen – Westscheid – L 773 – Wulferdingsen – L 772 in Bergkirchen |
| L 775     | L 876 in Rödinghausen – Ostkilver – Holsen – L 783 – L 557 – Ennigloh (– zwei Abzweige zur L 546) – Spradow – Spradowerheide – |
| L 776     | – L 751 – – L 549 – Büren – L 747 – Regierungsbezirksgrenze – (L 776 im Regierungsbezirk Arnsberg) |
| L 777     | L 773 – Gohfeld – L 860 – in Melbergen |
| L 778     | / in Vennebeck – Holtrup – Uffeln – L 866 – – Vlotho – Hollwiesen – L 535 – Solterwisch – L 772 – Exter – Herford (– Abzweig zur ) – L 712 – – Elverdissen – L 712n – L 779 – Altenhagen – L 787 – Heepen – Bielefeld – L 785 – – Hoberge-Uerentrup – L 756 – Steinhagen – – L 791 – L 782 – Brockhagen – L 786 – in Harsewinkel |
| L 779     | L 785 in Dornberg – Babenhausen – L 922 – L 783 – Schildesche – L 557 – – Baumheide – Milse – L 778 in Altenhagen |
| L 780     | Kaiser-Wilhelm-Denkmal – Barkhausen – L 876 – / – Hausberge – L 865 – Lohfeld – Eisbergen – L 866 – Landesgrenze – (L 437 in Niedersachsen) |
| L 781     | in Niedernmühle – Erder – Varenholz – L 961 – Stemmen – Landesgrenze – (L 436 in Niedersachsen) |
| L 782     | (L 782 im Regierungsbezirk Arnsberg) – Regierungsbezirksgrenze – Mastholte-Süd – L 586 – Mastholte – Rietberg (– Abzweig zur ) – L 836 – Neuenkirchen – L 791 – Gütersloh – L 757 – L 788 – – Niehorst – L 806 – Brockhagen – L 778 – L 966 – Bokel – L 931 – – Halle (Westfalen) – L 921 – Werther (Westfalen) – L 785 – L 922 – Häger – L 543 – Lenzinghausen – L 783 – Enger (– Abzweig zur L 855 und zur L 557) – L 712 – L 557 – Belke-Steinbeck – Hiddenhausen – Eilshausen – L 545 – – L 546 – Löhne – L 965 – L 773 in Löhne-Bahnhof |
| L 783     | L 775 in Holsen – Ahle – L 546 – Klein-Aschen – Gehlenbrink – L 712 – L 859 – Spenge – Lenzinghausen – L 782 – Jöllenbeck – L 543 – Theesen – L 779 – Schildesche – in Bielefeld |
| L 785     | / in Oldendorf – Borgholzhausen – L 647 – Barnhausen – L 921 – Werther – L 782 – Isingdorf – Dornberg – L 779 – / in Bielefeld |
| L 786     | (L 100 in Niedersachsen) – Landesgrenze – Versmold – Oesterweg – Hesselteich – L 931 – Kölkebeck – L 966 – L 778 |
| L 787     | in Baumheide – L 778 – Heepen – L 805 – Oldentrup – Hillegossen – Lämershagen – Sennestadt – L 756 – Eckardtsheim – Sende – Verl – L 757 – L 791 – Sürenheide – L 788 in Gütersloh |
| L 788     | in Sieker – Buschkamp – L 756 – Flugplatz Bielefeld – Windelsbleiche – L 933 – L 791 – Friedrichsdorf – L 787 – Gütersloh – L 757 – – L 927 – in Herzebrock |
| L 791     | (L 791 im Regierungsbezirk Münster) – Regierungsbezirksgrenze – Sankt Vit – Wiedenbrück – L 927 – L 782 – Varensell – L 867 – L 757 |
| L 801     | in Windheim – Ilse – Rosenhagen – Landesgrenze – (L 372 in Niedersachsen) |
| L 802     | L 765 in Tonnenheide – L 770 – L 771 – L 766 in Hille |
| L 803     | L 764 – L 770 – Hille – L 766 – – Eickhorst – Nettelstedt – Schnathorst – L 876 – L 773 in Tengern |
| L 804     | L 557 – Brake bei Bielefeld – Elverdissen – Speckenbaum – |
| L 805     | L 787 in Heepen – L 968 – Nienhagen – Bexterhagen – L 712n – Werl-Aspe – Schötmar – Ehrsen – L 712 – Breden – L 958 |
| L 806     | (L 806 im Regierungsbezirk Münster) – Regierungsbezirksgrenze – Clarholz – Marienfeld – L 927 – L 782 – Niehorst – Hollen – L 791 – Ummeln – L 756 in Bielefeld |
| L 813     | / – Schloß Neuhaus – L 756 – Paderborn – |
| L 814     | – Bad Lippspringe – L 937 – L 755 in Neuenbeken |
| L 815     | (L 815 im Regierungsbezirk Arnsberg) – Regierungsbezirksgrenze – Mantinghausen – L 751 – Boke – Anreppen – |
| L 817     | L 828 – Herbram-Wald – Asseln – Lichtenau – – L 754 – Dalheim – L 744 – – Regierungsbezirksgrenze – (L 817 im Regierungsbezirk Arnsberg) |
| L 818     | L 754 – Altenböddeken – L 751 – Böddeken – L 636 – L 756 – – Henglarn – L 754 in Atteln |
| L 820     | L 954 – Siebenstern – Dringenberg – L 953 – L 763 |
| L 822     | (L 822 im Regierungsbezirk Arnsberg) – Regierungsbezirksgrenze – Hagen – – L 586 – Delbrück – L 751 – Wittendorf – L 813 – Ostenland – L 836 |
| L 823     | L 616 in Horn – Vahlhausen – L 943 – Billerbeck – / in Steinheim |
| L 825     | in Marienmünster – L 755 in Vörden |
| L 827     | L 616 in Vinsebeck – Steinheim (– Abzweig zur ) – Lothe – L 886 – Schwalenberg – L 946 in Rischenau |
| L 828     | L 758 in Detmold – Hiddesen – Hermannsdenkmal – Heiligenkirchen – L 937 – Hornoldendorf – Fromhausen – Holzhausen-Externsteine – Horn (– Abzweig zur L 954) – – Veldrom – Feldrom – Kempen – Altenbeken – L 755 – Buke – Schwaney – L 817 – Neuenheerse – L 954 – Willebadessen – L 763 – Borlinghausen – L 837 – |
| L 831     | in Peckeloh – Greffen – – Regierungsbezirksgrenze – (L 831 im Regierungsbezirk Münster) |
| L 836     | L 782 in Rietberg – Westerwiehe – Steinhorster Becken – L 751 – L 935 – Espeln – L 822 – L 756 in Hövelhof |
| L 837 (1) | – Amelunxen – Drenke – L 890 – Tietelsen – L 863 – Borgholz – Natzungen – L 953 – Willegassen – Schweckhausen – Peckelsheim – L 763 – Löwen – Ikenhausen – Bonenburg – L 828 ... Unterbrechung, siehe L 837 (2) |
| L 837 (2) | Unterbrechung, siehe L 837 (1) ... – L 552 |
| L 838     | L 552 in Warburg – Daseburg – Rösebeck – Körbecke – Bühne – Haarbrück – in Beverungen |
| L 855     | L 782 in Enger – Pödinghausen – Jöllenbeck – L 543 – Vilsendorf – L 557 in Schildesche |
| L 859     | (L 701 in Niedersachsen) – Landesgrenze – Bardüttingdorf – L 922 – Mantershagen – Wallenbrück (– Abzweig zur Landesgrenze und zur L 83 in Niedersachsen) – L 783 in Spenge |
| L 860     | L 546 in Werste West – Gohfeld Nord – Wittel – / in Herford |
| L 861     | – Bentorf – Harkemissen – Echternhagen – Hohenhausen – – Herbrechtsdorf – L 961 – Lüdenhausen – L 957 – Linderbruch – L 963 – L 758 – Bösingfeld – Landesgrenze – (L 432 in Niedersachsen) |
| L 863     | – Brakel – Erkeln – L 837 in Tietelsen |
| L 864     | – Seelenfeld – Landesgrenze – (K 13 im Landkreis Nienburg/Weser, Niedersachsen) |
| L 865     | L 780 in Hausberge – – L 866 in Veltheim |
| L 866     | L 778 in Uffeln – Borlefzen – Veltheim – L 865 – Eisbergen – L 780 – Landesgrenze – (L 441 in Niedersachsen) – Landesgrenze – Kleinenbremen – L 534 – Landesgrenze – (L 441 in Niedersachsen) |
| L 867     | L 791 in Varensell – Neuenkirchen – L 751 in Kaunitz |
| L 876     | (L 92 in Niedersachsen) – Rödinghausen – L 775 – Schwenningdorf – L 557 – Oberbauerschaft – Niedringhausen – – Hüllhorst – L 773 – Schnathorst – L 803 – Struckhof – Walllücke – L 772 – Rothenuffeln – Haddenhausen – Häverstädt – L 780 in Barkhausen |
| L 886     | / – Wöbbel – L 614 – L 948 – Schieder – Brakelsiek – L 827 – Schwalenberg – Born – – L 823 – Sommersell – Bredenborn – L 755 – L 825 |
| L 890     | L 755 in Ovenhausen – Bosseborn – Ottbergen – Bruchhausen – L 837 – in Roggenthal |
| L 918     | in Espelkamp – L 766/L 771 in Frotheim |
| L 921     | L 785 – L 782 bei Halle (Westf.) |
| L 922     | L 859 in Bardüttingdorf – L 782 – Häger – L 543 – Schröttinghausen bei Werther – Schröttinghausen bei Bielefeld – L 779 in Babenhausen |
| L 923     | L 557 in Laar – in Herford |
| L 927     | in Marienfeld – L 788 – – Rheda – L 568 – L 791 in Wiedenbrück |
| L 931     | L 786 – Hörste – L 782 in Bokel |
| L 933     | L 756 in Brackwede – L 934 – Windelsbleiche – L 788 |
| L 934     | L 933 in Windelsbleiche – Windflöte – L 791 in Friedrichsdorf |
| L 935     | L 756 – Sennesee – Hövelriege – Riege – L 757 – L 836 |
| L 936     | L 958 in Entrup – Leese – L 712 – Lieme – Hardissen – Heßloh – Heiden – L 941 – L 945 – – Jerxen-Orbke – Heidenoldendorf – L 758 – L 938 in Hiddesen |
| L 937     | L 758 in Detmold – L 938 – Heiligenkirchen – Berlebeck – Oesterholz-Haustenbeck – L 942 (– Abzweig zur ) – Schlangen – L 814 – Benhausen – L 755 – |
| L 938     | L 942 auf dem Truppenübungsplatz Senne – L 944 – Hiddesen – L 936 – L 822 – L 937 |
| L 941     | in Lage – Heiden – L 936 – Bentrup – Loßbruch – Wahmbeckerheide – in Brake in Lippe |
| L 942     | L 758 in Augustdorf – L 938 – Truppenübungsplatz Senne – L 937 in Oesterholz-Haustenbeck |
| L 944     | in Lage – L 758 – Pivitsheide V. H. – L 938 |
| L 945     | in Kachtenhausen – Wellentrup – Billinghausen – L 758 – Pivitsheide V. L. – L 844 – Nienhagen – – L 936 in Heiden |
| L 946     | L 947 – Eschenbruch – Lügde – L 614 – Elbrinxen – L 827 (– Abzweig über Falkenhagen zur Landesgrenze und zur L 427 in Niedersachsen) – Rischenau – Biesterfeld – Löwendorf – Fürstenau – Bödexen – / in Albaxen |
| L 947     | in Barntrup – L 946 – Landesgrenze – (L 430 in Niedersachsen) |
| L 948     | – Siekholz – L 614/L 886 in Schieder |
| L 951     | L 616 in Bergheim bei Steinheim – Oeynhausen – Himmighausen – L 755 – Merlsheim – L 952 – L 954 |
| L 952     | L 951 – Schönenberg – Pömbsen – L 755 in Nieheim |
| L 953     | L 954 – Dringenberg – L 820 – Gehrden – Frohnhausen – Natzungen – L 837 – L 763 in Borgentreich |
| L 954     | in Schmedissen – L 828 – Horn – Leopoldstal – Sandebeck – Erpentrup – Langeland – L 755 – L 951 – Reelsen – Bad Driburg – – L 820 – L 953 – Neuenheerse – L 828 |
| L 956     | – Bleiwäsche – Regierungsbezirksgrenze – (L 956 im Regierungsbezirk Arnsberg) |
| L 957     | in Luherheide – Lüerdissen – Niedermeien – Henstorf – Lüdenhausen – L 861 – L 961 – Göstrup – Almena – L 758 |
| L 958     | L 535 in Wüsten – L 805 – Kirchheide – L 967 – Matorf – Entrup – in Lemgo |
| L 961     | L 781 in Varenholz – Langenholzhausen – Tevenhausen – Heidelbeck – Asendorf – L 962 – Herbrechtsdorf – L 861 – L 957 – Lüdenhausen – Krubberg – Hillentrup – Dörentrup – L 963 – – Spork – Wendlinghausen – L 712 in Donop |
| L 962     | L 758 – Kükenbruch – Laßbruch – L 961 in Asendorf |
| L 963     | L 961 in Dörentrup – Schwelentrup – L 861 – L 758 – Bösingfeld – Landesgrenze – (L 434 in Niedersachsen) |
| L 966     | L 786 in Kölkebeck – L 782 in Bokel |
| L 967     | L 751 in Oerlinghausen – Helpup – Pottenhausen – L 968 – – Sylbach – Hölsen – L 712 – Retzen – Papenhausen – Brüntorf – L 958 |
| L 968     | L 805 – Schuckenbaum – Hovedissen – L 751 – Pottenhausen – L 967 – – Waddenhausen – Hagen – L 936 in Lieme |
| L 3081    | – Landesgrenze – (L 3081 in Hessen) |

## Quelle
- Landesvermessungsamt Nordrhein-Westfalen, Kreiskarten 21 bis 26